# Бялковская, Анета
Анета Станислава Михаляк-Бялковская (пол. Aneta Stanisława Michalak-Białkowska; 6 августа 1977, Познань) — польская гребчиха-байдарочница, выступала за сборную Польши в конце 1990-х — середине 2000-х годов. Участница двух летних Олимпийских игр, чемпионка мира и Европы, победительница многих регат национального и международного значения.

## Биография
Анета Михаляк родилась 6 августа 1977 года в городе Познань Великопольского воеводства. Активно заниматься греблей начала с раннего детства, проходила подготовку в местном спортивном клубе «Поснания».
Первого серьёзного успеха на взрослом международном уровне добилась в 1999 году, когда попала в основной состав польской национальной сборной и побывала на чемпионате мира в Милане, откуда привезла две награды бронзового достоинства, выигранные в зачёте четырёхместных байдарок на дистанциях 200 и 500 метров. Благодаря череде удачных выступлений удостоилась права защищать честь страны на летних Олимпийских играх 2000 года в Сиднее — в четвёрках на пятистах метрах дошла до финала и показала в решающем заезде четвёртый результат, немного не дотянув до призовых позиций.
В 2001 году Михаляк-Бялковская выступила на домашнем мировом первенстве в Познани, где стала серебряной призёршей среди байдарок-четвёрок на километровой дистанции. Год спустя на чемпионате Европы в венгерском Сегеде получила серебро в двойках на тысяче метрах и бронзу в четвёрках на пятистах метрах, тогда как на чемпионате мира в испанской Севилье в километровой гонке четвёрок обогнала всех своих соперниц и завоевала тем самым золотую медаль. Ещё через год на мировом первенстве в американском Гейнсвилле в четвёрках на пятистах метрах взяла серебро. Будучи в числе лидеров гребной команды Польши, благополучно прошла квалификацию на Олимпийские игры 2004 года в Афинах — в полукилометровой программе четвёрок вновь заняла четвёртое место, остановившись в шаге от призовых позиций.
После афинской Олимпиады Анета Бялковская ещё в течение некоторого времени оставалась в основном составе польской национальной сборной и продолжала принимать участие в крупнейших международных регатах. Так, в 2005 году она одержала победу на европейском первенстве в Познани, в четвёрках на тысяче метрах, в то время как на мировом первенстве в хорватском Загребе удостоилась бронзы в двойках на тысяче метрах и серебра в четвёрках на пятистах метрах. Вскоре по окончании этих соревнований приняла решение завершить карьеру профессиональной спортсменки, уступив место в сборной молодым польским гребчихам.
Замужем за польским байдарочником Дариушом Бялковским, двукратным бронзовым призёром Олимпийских игр.